# Robert Cazanciuc
Robert Cazanciuc (n. 26 noiembrie 1971, Ploiești, România) este un jurist român, om politic și fost ministru al justiției între 15 aprilie 2013 și 17 noiembrie 2015.

## Educație
A absolvit Facultatea de Drept din cadrul Universității București, apoi Institutul Național al Magistraturii. În 2009 a absolvit Masterul de Securitate judiciară al Universității "Lucian Blaga" din Sibiu. A urmat cursuri de formare și vizite de studiu în Franța, Germania și Statele Unite ale Americii.